# Vegallera
La Vegallera, o simplemente Vegallera, es una localidad del municipio español de Molinicos (provincia de Albacete), dentro de la comarca de la Sierra del Segura (aunque geográficamente en la sierra de Alcaraz), y de la comunidad autónoma de Castilla-La Mancha. La población se encuentra a una altura aproximada de 1200 metros sobre el nivel del mar, siendo una de las localidades situadas a mayor altitud de todo el término municipal.

## Toponimia

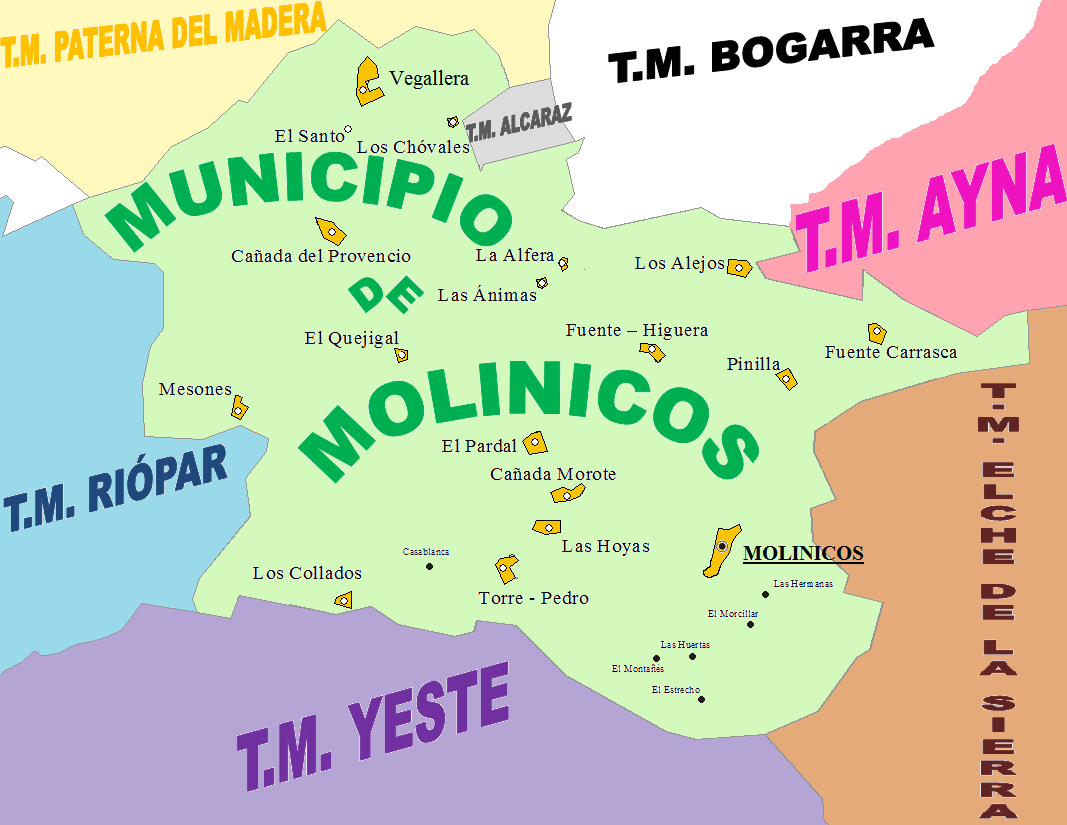
Mapa del término municipal de Molinicos.

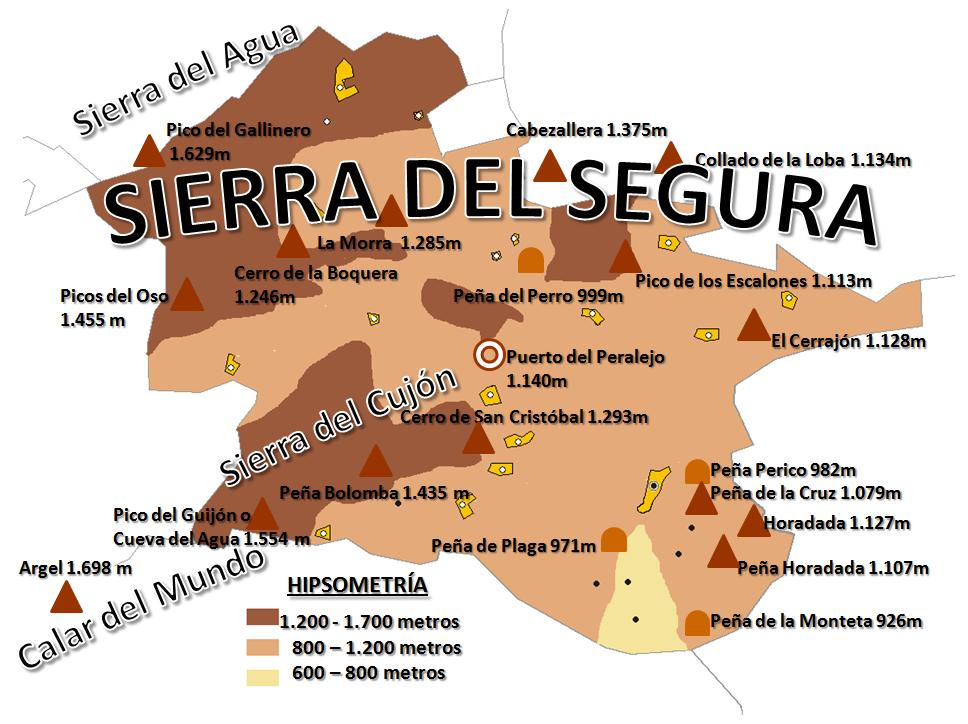
Mapa geográfico del término municipal de Molinicos.

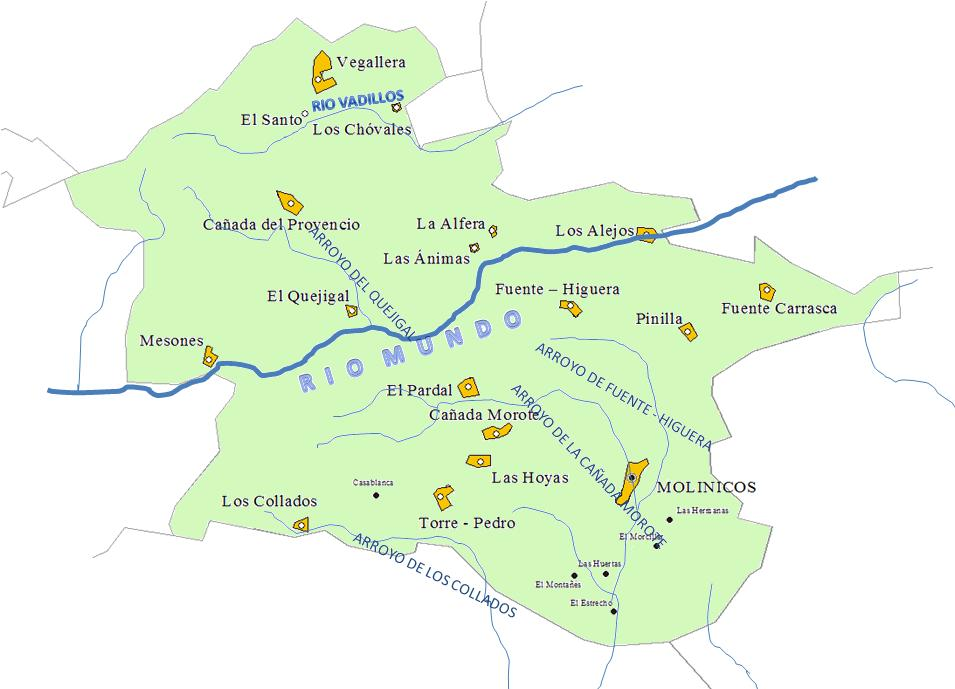
Mapa hidrológico del término municipal de Molinicos.

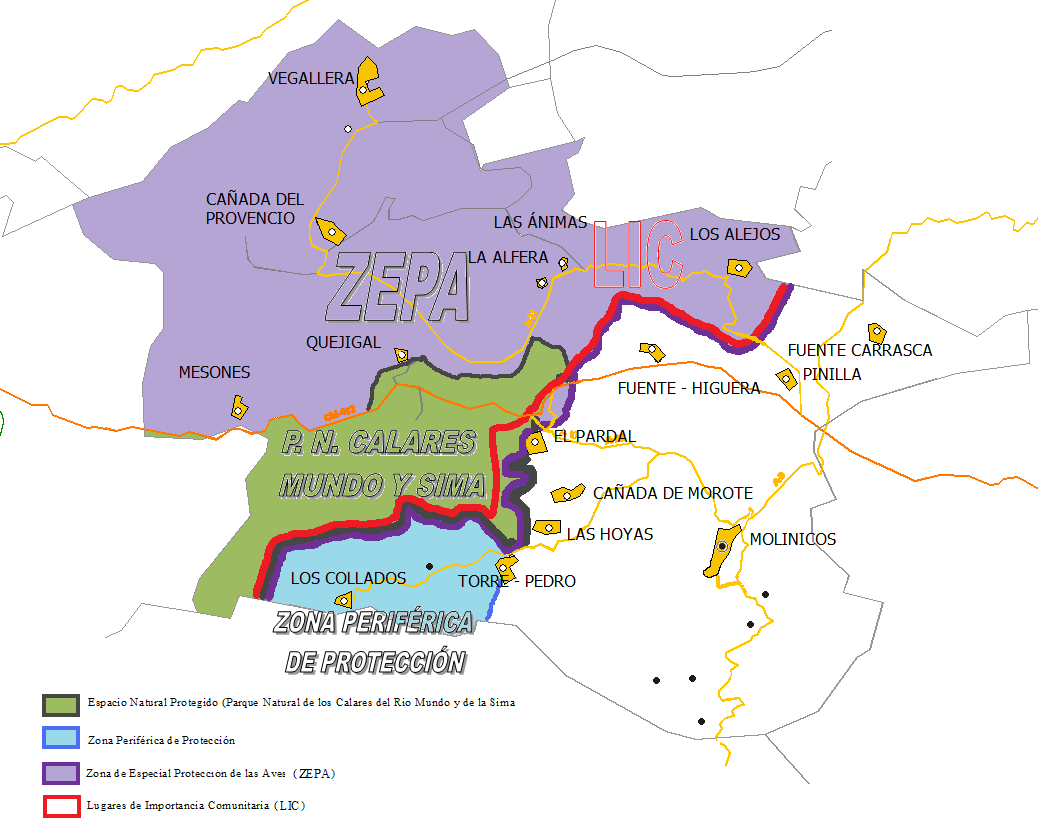
Mapa con los espacios naturales del Municipio de Molinicos

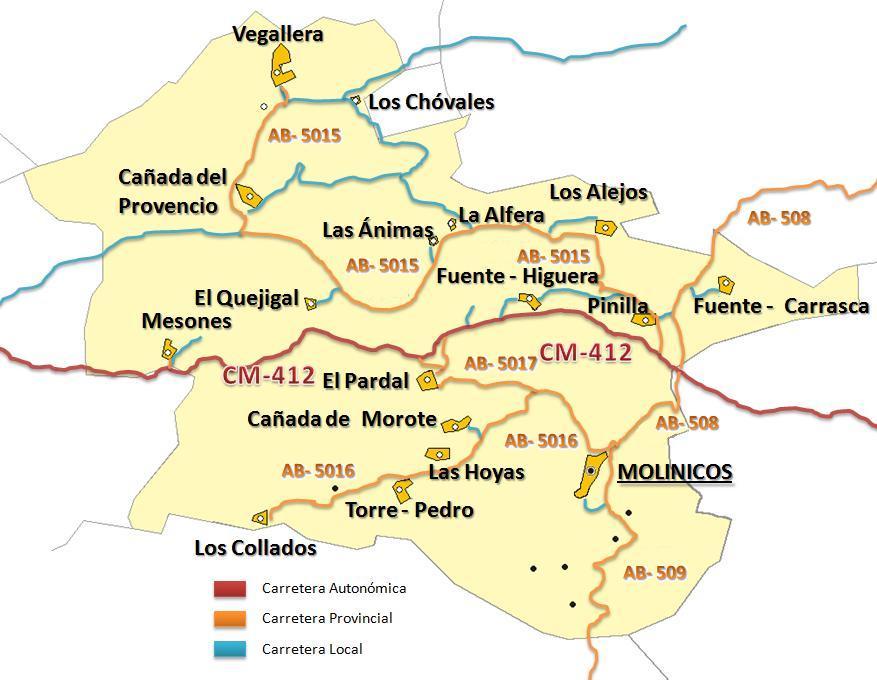
Mapa de carreteras y accesos del Municipio de Molinicos

Probablemente fuera fundada por los árabes en torno al siglo VIII, no obstante el cercano castillo de El Santo tiene un origen muy anterior, y fue de los primeros asentamientos humanos en la zona.
Ya en 1474 aparece en un manuscrito del Concejo de Alcaraz el nombre de "Sant Veçeynt", escrito en castellano antiguo, por lo que la localidad fue conocida durante la Edad Media como San Vicente. Aparece también citada como "Begallera", e incluso se emplea la conjunción de ambos nombres: "San Vicente de la Vegallera".

## Gentilicio
Los habitantes de La Vegallera son denominados "vegalleros" y "vegalleras" respectivamente según se trate de hombres o mujeres.

## Geografía

### Situación
La Vegallera se encuentra a 21 km de Molinicos, a 72 km de Hellín y a 138 km de Albacete. La población se encuentra en el noroeste del Término municipal de Molinicos. A ella se accede a través de la  AB-5015  ( CM-412  – La Vegallera). Queda representado en la hoja del MTN50: 841 (2006)
Siendo sus coordenadas: 38°32′N 2°19′O / 38.533, -2.317

### Orografría
La población se sitúa a 1200 m s. n. m. en un amplio valle en forma de abanico regado por el río Vadillos, al norte del municipio de Molinicos. En dicho valle se alternan la agricultura de autoconsumo, los campos de cereales y amplias zonas con chopos, otorgando un cromatismo muy característico al mismo en cualquier época del año, máxime si se tiene en cuenta los colores de la tierra; el rojo de la greda y el gris, prácticamente verde, del salegón.
Al norte de la localidad se encuentra la Sierra del Agua, dentro de las Sierras de Alcaraz que forman un amplio arco de altas montañas, donde destacan picos como el Gallinero (1629 m), o el cerro de Peñalta (1517 m), las cumbres más altas de Molinicos. Al sur, una cadena montañosa de menor altura hace de barrera que la separa del valle de la vecina Cañada del Provencio. Entre las dos cadenas sale el río Vadillos a través de un cañón en dirección este en busca del río Mundo (afluente del Segura).

### Geología
El sinclinal de Los Picos del Oso, Cabeza de Madera y el anticlinal de la Vegallera están situados en una zona de pliegues y escamas de dirección norte como unidad de directriz bética del Prebético externo.

### Hidrografía
El término municipal de Molinicos, y por ende La Vegallera, pertenecen a la cuenca hidrográfica del Segura.
En la zona de La Vegallera se localiza un gran valle articulado en forma de abanico, surcado por el río Vadillos, que a través de un cañón busca el río Mundo. En el norte del valle se encuentra la sierra del Agua y pico Gallinero, y al sur otra cadena de montañosa de menor envergadura lo separa del valle de la Cañada del Provencio.

### Ecología

#### Flora
La Vegallera cuenta con una rica flora. 
Entre las plantas frutales destacan:
- Triticum durum
- Prunus salicina
- Prunus acida
- Prunus communis
- Prunus insititia
- Prunus x syriaca
- Prunus domestica

Además, destacan algunas especies de algas como la Chara vulgaris que se desarrollan básicamente en fuentes y canales de riego de agua dulce alcalina.

#### Fauna
En las inmediaciones de La Vegallera se han observado ejemplares de anfibios:
- Alytes dickhilleni
- Salamandra salamandra
- Rana Perezi

## Historia
Su dilatada historia es una de las más convulsas de toda la zona, y muy unida a la vecina ciudad Alcaraz a la que estuvo ligada hasta el año 1.863, cuando se agregó al municipio de Molinicos (constituido casi 20 años antes).

### Prehistoria
Probablemente los primeros pobladores de la zona habitaron en el cerro de Los Chóvales, la cueva de Cortes o en la piedra Picazos cerca de la Vegallera convirtiéndose en el núcleo más avanzado del municipio de Molinicos sobre la base de ciertos vestigios aparecidos, aún por determinar.

### Edad Media
El Castillo de Vegallera

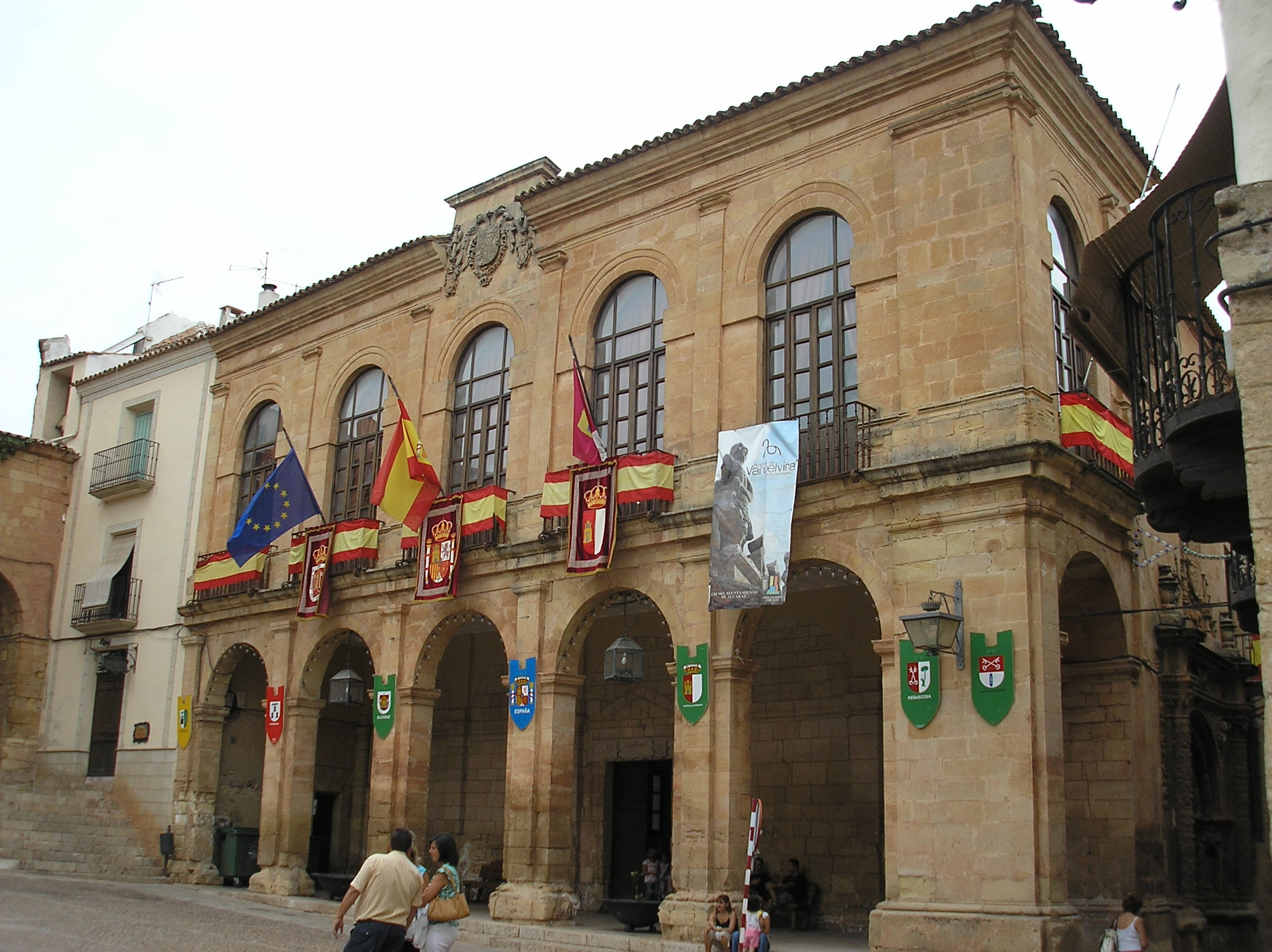
La ciudad de Alcaraz dirigió los designios de La Vegallera desde la Edad Media hasta el.

De la historia de Vegallera forma parte ineludible el cercano castillo de El Santo, también llamado de San Vicente, que está situado en un promontorio cercano, ya en las estribaciones de la Sierra del Agua, y que fue construido por los romanos en el siglo III, y destruido posteriormente. El actual se volvió a erigir en el mismo espacio que el anterior sobre el siglo XII, aunque fue reformado por el año 1456. La importancia del castillo de la localidad es vital durante la conquista árabe de Alcaraz en el 712, y volverá a ser clave durante la reconquista cristiana de la zona, debiendo de ser tomado el castillo de El Santo por las tropas cristianas de Alfonso VIII a finales del mes de mayo de 1213 en la avanzada que una vez tomada la ciudad de Alcaraz (que duró más de un año, y en la que según cuentan las crónicas murieron más de 2000 soldados cristianos) conquistaría días más tarde la fortaleza de Riópar. La repoblación de la zona durante la reconquista trajo a Vegallera vecinos de Castilla, por ello abundan en la localidad apellidos del norte de la península (Alfaro, Fajardo, Rivera, Clemente, Segura o García).

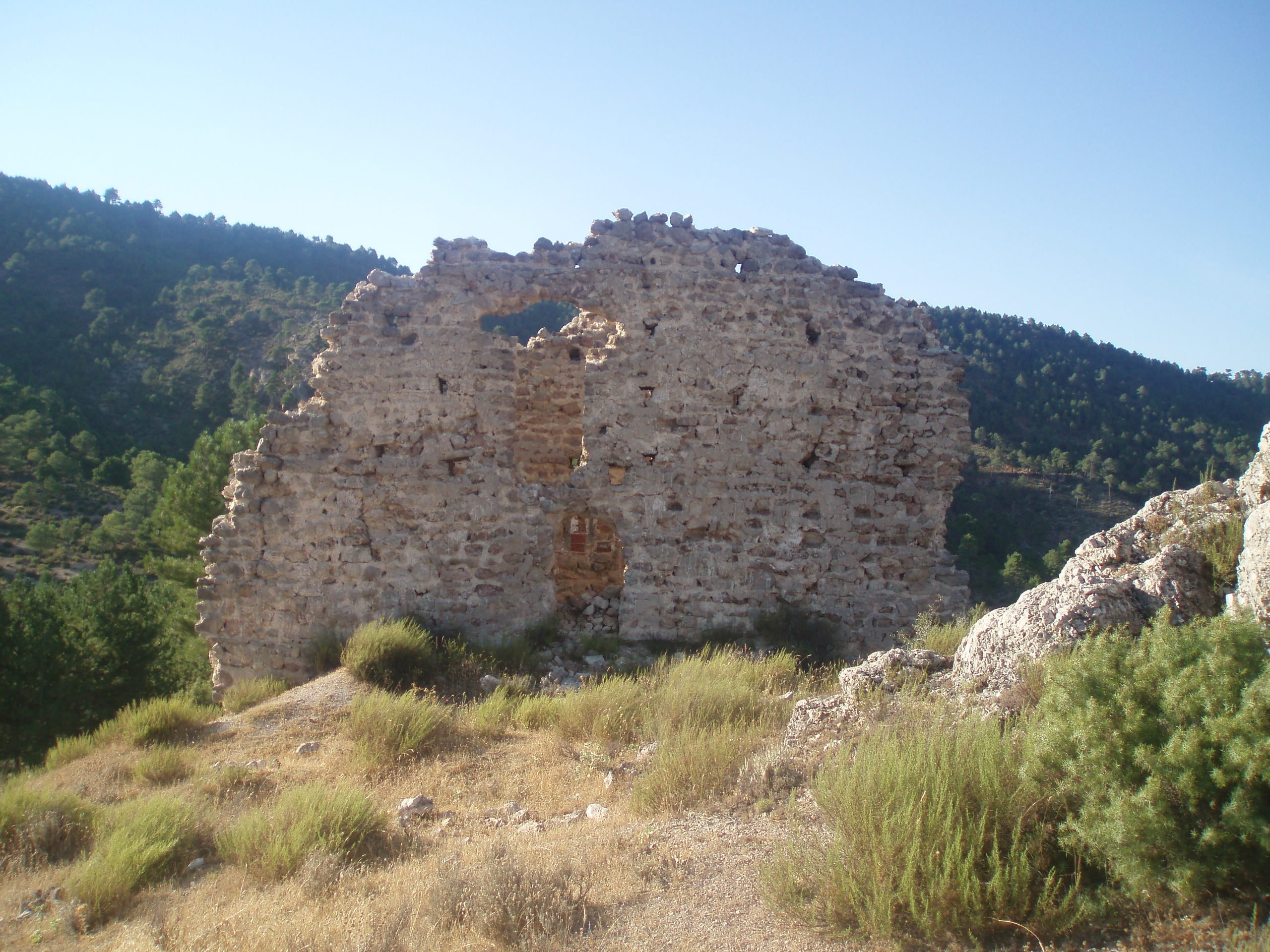
Castillo de San Vicente de La Vegallera

La zona de la actual Vegallera asistirá a una revitalización continua de su poblamiento a lo largo del siglo XIV, lo que permitirá su afianzamiento, junto con otras localidades de la comarca, como entidades de población. Durante el siglo XV, a pesar de las dificultades que la guerra impuso al desarrollo demográfico de estas poblaciones, el poblamiento se encontraba consolidado, adquiriendo un fuerte impulso desde las últimas décadas del citado siglo a partir del aumento de la producción agraria el desarrollo de las roturaciones.
La convulsa historia de San Vicente
No obstante, las incursiones moriscas serán continuas hasta bien entrado el siglo XV, siendo una de las más devastadoras la que tuvo lugar en 1457, que se extendió por los actuales municipios de Molinicos, Paterna del Madera, Riópar, Ayna y Bogarra, a lo que se unirían la ambición de la Orden de Santiago, (Rodrigo Manrique) por limitar el poder de Alcaraz. Juan Pacheco y Rodrigo Manrique se disputaron la ciudad de Alcaraz, siendo conquistada por los Pacheco (Diego Pacheco, Marqués de Villena) en 1460 y recuperada la fortaleza de Riópar (también La Vegallera) por don Pedro Manrique poco tiempo más tarde.
La estrecha colaboración durante la guerra civil castellana de don Pedro Manrique con el Maestre de Santiago, su padre, en la toma de esta zona (suponiéndole un coste económico valorado en 12 millones de maravedís), y su participación en las campañas andaluzas le serían recompensadas por los Reyes Católicos en 1477 con la merced de las tenencias, justicia, jurisdicción, alcabalas, tercias y derechos de Riópar, Cotillas y San Vicente (actual Vegallera), lugares que los partidarios del Marqués de Villena habían usurpado a la ciudad de Alcaraz, y que el propio Pedro Manrique había tomado por las armas en 1474 y 1475, una situación ventajosa que se mantendrá hasta 1565.
Alfonso Montoya, desesperado al no recibir ayuda, se rindió a cambio de inmunidad para él y los suyos y 250.000 maravedíes. Don Pedro tuvo la suerte de que esta conquista ocurrió cuando ya había empezado la guerra entre los partidarios de la Beltraneja y los Reyes Católicos, la cual aprovechó para hacer creer a los monarcas que había sido una acción inspirada en su fidelidad hacia ellos.
Así lo relata Luis de Salazar y Castro (Valladolid, 1658 - Madrid, 1734), uno de los más citados cronistas españoles: " y como el Marqués de Villena y algunos caballeros del séquito del rey de Portugal hubieran ocupado las villas de Riópar, Cotillas y San Vicente (La Vegallera), que eran del término de Alcaraz, él se puso sobre aquellas fortalezas y tomándolas por sitio, las guarneció con sus tropas y ejerció la justicia de ellas, hasta que los Reyes ordenasen otra cosa".
En esta época, la explotación de los bosques de San Vicente (Vegallera), proporcionaban a la ciudad de Alcaraz uno de los mayores ingresos económicos en el siglo XVI. Es importante citar, que según unos manuscritos de la época, en 1576 el monte de la Vegallera era subastado a través del método conocido como a postura o almoneda, y fue ese preciso año cuando el monto total de los mismos ascendió a 50.000 maravedís, un precio criticado por ser aún escaso.
San Vicente entró junto con Riópar y Cotillas en el "Señorío de las Cinco Villas", y fue una de las zonas que más controversias suscitó entre el Alfoz de Alcaraz y este señorío. Por ello, desde Alcaraz se planteó un pleito en 1483 que culminó con la condena a estas villas a reparar varios daños que habían ocasionado a estos lugares, y dejando claro la pertenencia de Riópar, Cotillas y San Vicente a Alcaraz, aunque administrados por la condesa de Paredes, retornando estas villas a Alcaraz a la muerte del tercer Conde de Paredes (Rodrigo Manrique II).
Con posterioridad, y antes de que acabe el siglo XV, en 1496, concretamente el día 30 de octubre, el Príncipe de Castilla don Juan, hijo de los Reyes Católicos, confirma por cédula a Rodrigo Manrique, III Conde de Paredes, la tenencia de las villas de Riópar, Cotillas y San Vicente (Vegallera), con la justicia, y la percepción de sus pechos, tercias y alcabalas en la misma forma en que fueron donadas a Pedro Manrique. Manda a los corregidores, justicias y otras personas de las ciudades, villas y lugares de su señorío que le guarden esta merced.
Los conflictos, incluso salpicados por el uso de las armas, por este motivo, serán la tónica general de la zona de Vegallera en el medio siglo siguiente. Así entra la Vegallera, y por ende la zona oeste del municipio de Molinicos, en la Edad Moderna. En 1575 Felipe II concede a Alcaraz un Real Privilegio en el que reconociendo que ha pasado el plazo de las dos vidas, las villas de Riopar y Cotillas (y con ellas San Vicente) han de pasar a la jurisdicción de ciudad, con la condición de indemnizar al Conde. La cantidad a pagar según estimó el licenciado Bracamonte era de un millón novecientos cincuenta mil maravedíes que tendrán que abonarse a Inés Manrique. Tras el pago Alcaraz recibiría las fortalezas y villas con todos los privilegios, a excepción de las alcabalas y tercias que pasarían a la Real Hacienda. Alcaraz nunca pagó tal cantidad, aunque sí que recuperó a San Vicente (Vegallera), aunque el resto del señorío de "Las Cinco Villas", que pertenecieron a los Condes de Paredes hasta la crisis general del siglo XVIII.

### Edad Moderna

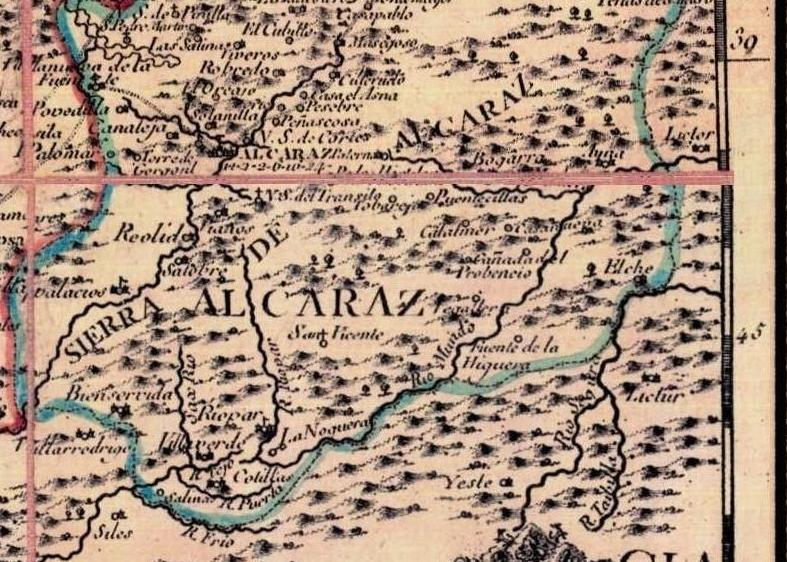
Mapa histórico de la sierra de Alcaraz. (Fragmento de la antigua provincia de La Mancha, por Tomás López. Año 1765).

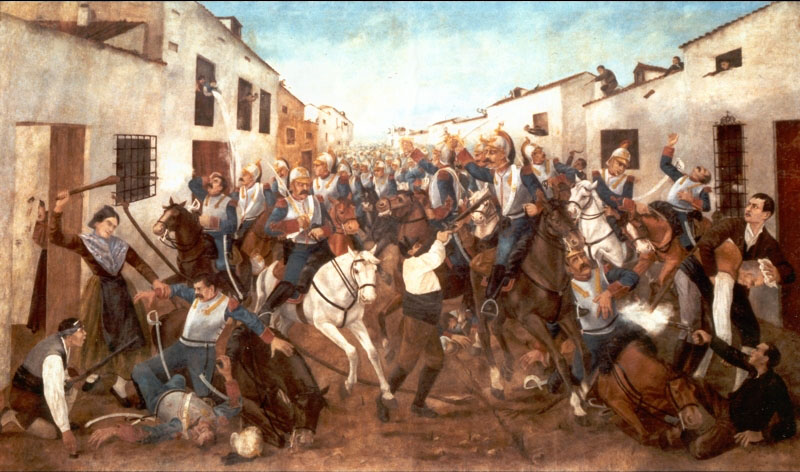
La Vegallera tuvo un importante papel en la defensa de Alcaraz frente a los franceses, en la imagen uno de los episodios de la Guerra de Independencia.

La historia de La Vegallera se entremezcla en estos años con la de la vecina Cañada del Provencio, pues además de compartir territorio, también compartían parroquia. No obstante la importancia de La Vegallera debió de ceder en pro de la de Cañada del Provencio, puesto que, en 1785, en la provincia de La Mancha, mientras que la Cañada del Provencio contaba con alcalde pedáneo, La Vegallera es nombrada como una granja de Alcaraz.
Varias son las publicaciones en las que aparecen citadas ambas, como un caso de violación en la vecina localidad de Bogarra cometido por el sacerdote de ésta, al volver de decir misa y recoger limosna de Vegallera y Cañada del Provencio en 1760.
En el último tercio del siglo XVIII, La Vegallera aparece como dehesa del Concejo de Alcaraz, junto con otras zonas del actual municipio de Molinicos, como Torre - Pedro o el mismo Molinicos (Morote en esta época), compartiendo el monte con terrenos de labor (1773). Además, el Marqués de la Ensenada también hace alusión a la Vegallera como dehesa de Alcaraz en su catastro (catastro de Ensenada). En ese documento se citan, a modo ilustrativo, que en esta zona había 250 cabras, 40 vacas, y 30 yeguas/mulas.
También el Cardenal Lorenzana (Francisco de), señala en las Descripciones o Relaciones de Lorenzana de 1784, que a dos leguas de Riopar "hay dos aldeas llamadas Cañada del Provencio y Begallera que tendrán unos treinta vecinos aplicados todos a la agricultura, y que no están sujetos a campana alguna (Iglesia), pues cada uno es feligrés de donde le acomoda. Ay en la Begallera una ermita de San Vicente Mártir, patrón de esta villa, la qual ermita aunque en término de la ciudad de Alcaraz pertenece a esta parroquial y la justicia de esta villa tiene alrededor de dicha ermita su redonda en donde entra con vara alta y exerce su jurisdicción".

#### 

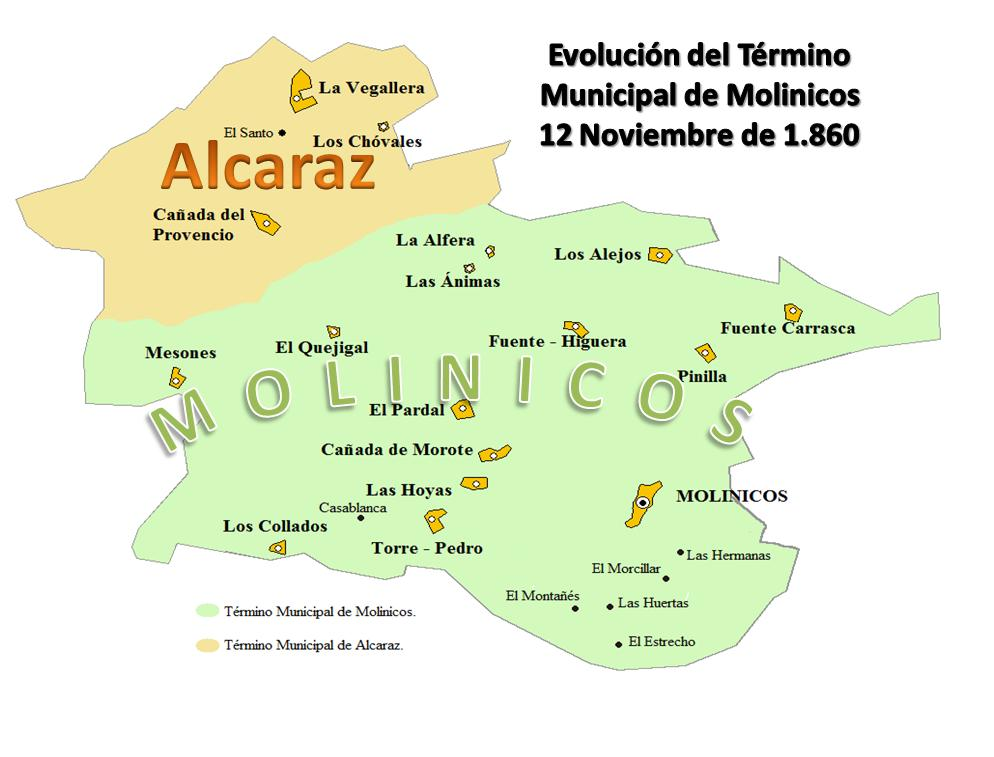
Término municipal de Molinicos antes de la anexión de La Vegallera y Cañada del Provencio (1860)

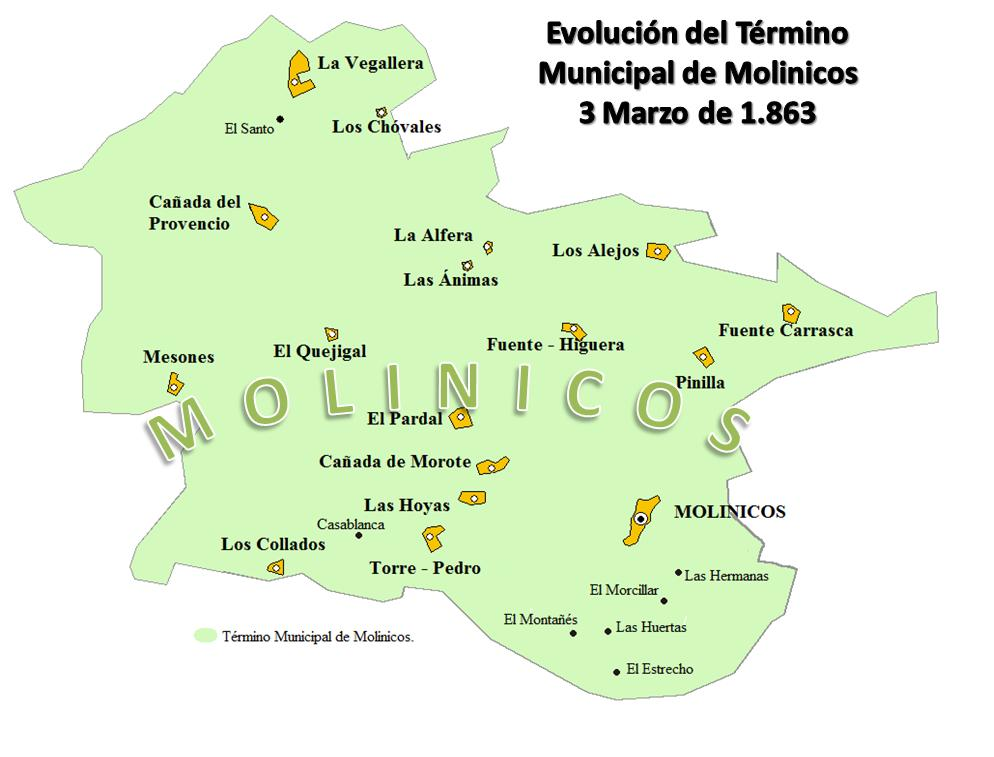
La Vegallera y Cañada del Provencio se unen a Molinicos en marzo de 1863, completando el actual término municipal de Molinicos

### Edad Contemporánea

#### sigloXIX
En 1814 el sacerdote de La Vegallera y Cañada del Provencio envía una carta a la Vicaría de Alcaraz relatando lo sucedido durante la Guerra de la Independencia Española (Archivo Diocesano de Albacete). En dicha misiva, fechada el 26 de agosto de ese año, Don Andrés Francisco Gil, que así era como se llamaba el párroco, relata el gran sentimiento nacionalista que lanzó al monte a gran cantidad de vecinos de estas localidades, hoy pertenecientes al municipio de Molinicos, que a pesar de estar mal armados empleaban tácticas de guerrilla por el conocimiento del terreno, causando serios problemas a ejército napoleónico en las proximidades de Alcaraz, villa a la que pertenecían por aquel entonces. En la misma también cuenta que él y sus feligreses sufrieron «los mayores atropellos e insultos asta ver atropellados los santos sacramentos por un oficial de aquel Cuerpo». Pero lo que es más importante, ayudó a levantar una iglesia en la localidad de Begallera, pues se encontraba sin ella en detrimento notable de los fieles.
El 13 de febrero de 1814 se celebra en la primera misa en la iglesia de San Vicente Mártir de La Vegallera que había sido levantada con fondos de los fieles de la localidad, y la autorización del Cardenal - Arzobispo de Toledo, que ascendieron a quarenta mil reales.
Vegallera fue una localidad de cierta importancia dentro del Alfoz de Alcaraz, prueba de ello es que Pascual Madoz la cita dentro de su célebre "Diccionario geográfico estadístico histórico de España y sus posesiones de ultramar", ya en 1849. Años antes, en 1821, y según relata dicho autor Vegallera pudo alcanzar el rango de villa emancipada.
El Nomenclátor de los pueblos de España de 1858 señala que La Vegallera, que contaba con el rango de aldea dentro del municipio de Alcaraz, contaba con 417 habitantes, lo que significa un número de personas muy importante para la época.
En 1868, y tras su incorporación al municipio de Molinicos, se hace constar que dentro del mismo existen dos parroquias, una de San José en Molinicos, y otra dedicada a San Pablo Apóstol en Vegallera y Cañada del Provencio. Ese mismo año se solicita la recomposición de la iglesia de la localidad por encontrarse en mal estado.

#### sigloXX
En 1929 se solicita la creación de varias escuelas en todo el municipio, una de las solicitadas es para La Vegallera, ya que el aumento de la población hacía necesaria la instrucción de los niños, y el volumen de los mismos era elevado.
Durante los años de la posguerra española, se plantea un contencioso de segregación por parte del vecino municipio de Riópar para anexionarse tanto la localidad de La Vegallera como la Cañada del Provencio. Durante el mismo, en todo el municipio se recogieron firmas en contra del mismo, y en 1950 se planteó un contencioso que, finalmente, fallaría el Tribunal Supremo a favor de su permanencia en el municipio de Molinicos, lo cual fue celebrado con una gran fiesta y cohetes.
Precisamente en 1950 se inicia la carretera que conecta la carretera autonómica CM - 412 con la localidad de La Vegallera, que tras varios problemas y retrasos sería terminada en 1970, lo que permitía el acceso a la misma con automóvil. No obstante, no sería hasta 1990 cuando se asfaltaría la calzada sobre el mismo trazado que tenía la pista forestal anterior.
A pesar de la creación en 1950 de la diócesis de Albacete, no sería hasta 1969 cuando la parroquia de La Vegallera y Cañada del Provencio, junto con la de Molinicos, y otras de la zona, pasaran a formar parte de ésta procedentes de la diócesis de Toledo, la cual aún poseía importantes territorios en la sierra de Alcaraz. Se aunaba así las circunscripciones eclesiásticas y civil.

## Población y ordenación urbana

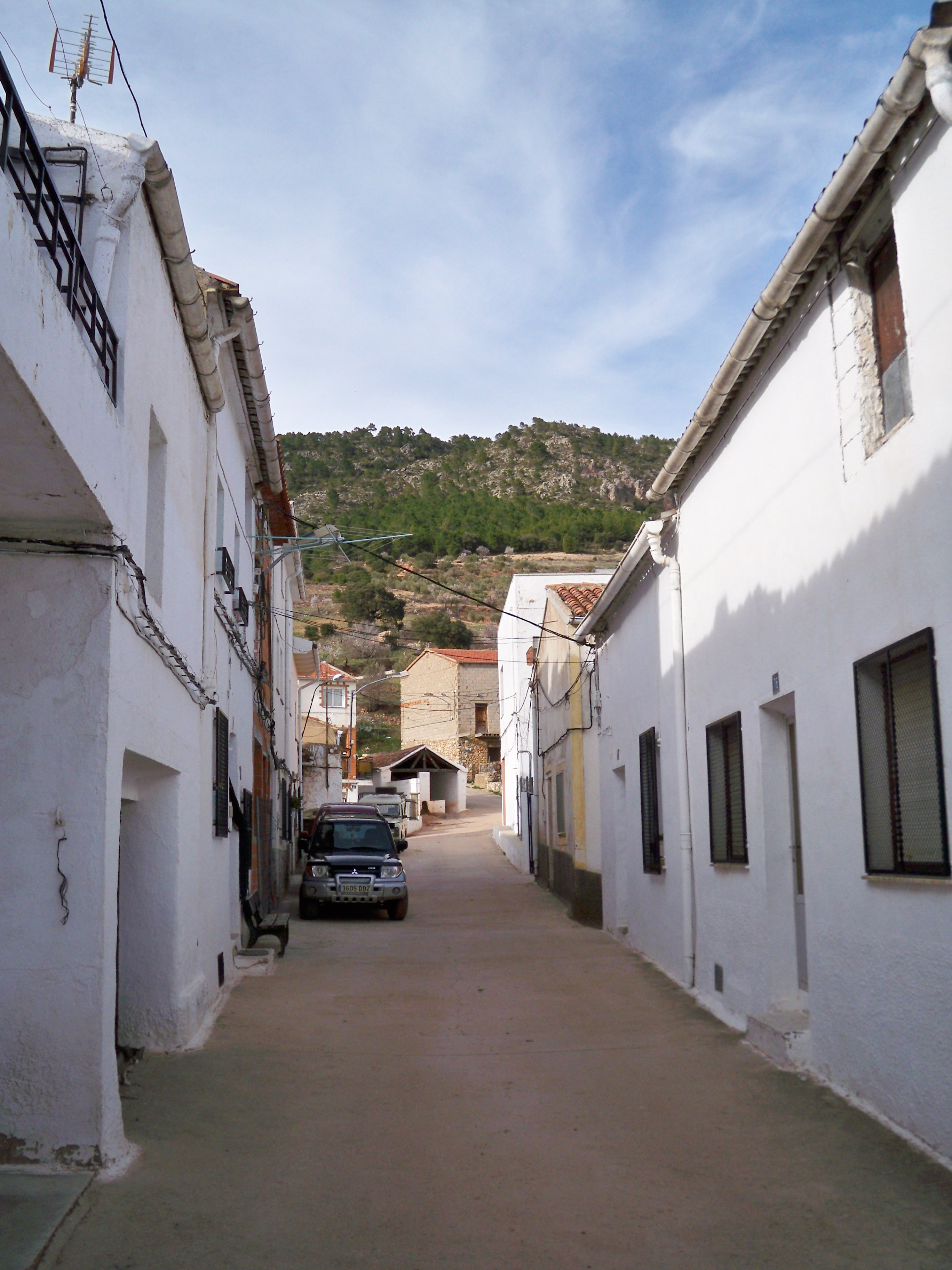
Una de las calles de La Vegallera

Su núcleo urbano está situado en un terreno con una fuerte pendiente, sobre la ladera este de un valle de dirección norte – sur por el que discurre el arroyo de Los Prados. La localidad tiene forma alargada, existiendo una calle de dirección norte-sur que atraviesa al núcleo longitudinalmente, y que divide a éste en dos partes aproximadamente iguales, convirtiéndose en eje fundamental de la población y calle principal. De ella parten una serie de calles estrechas, observándose de manera clara el fenómeno de las plazuelas y los callejones, lo que confiere a la población el trazado propio de los asentamientos musulmanes peninsulares.
El casco antiguo de la localidad se circunscribe a las inmediaciones de la iglesia, en donde se localiza una amplia plaza en donde se encuentra el templo de San Vicente Mártir, cuya fundación se atribuye al sacerdote de la vecina Cañada del Provencio y a aportaciones particulares, allá por el último tercio del siglo XVIII. 
La zona de expansión actual en donde se encuentran las edificaciones más modernas se sitúa en la parte baja de la localidad.

## Infraestructuras y equipamientos

### Bienestar social, servicios públicos
La localidad de Vegallera cuenta con diversas infraestructuras dedicadas a diferentes servicios. Entre ellas cabe destacar el colegio público, un centro social y consultorio médico, además de pistas polideportivas y piscina deportiva cercana a la localidad.

### Comunicaciones y transportes
La Vegallera cuenta con un servicio de microbús, de carácter municipal, que realiza varios días por semana el trayecto entre esta localidad y Molinicos, pasando por otras poblaciones del municipio.

## Cultura y folclore

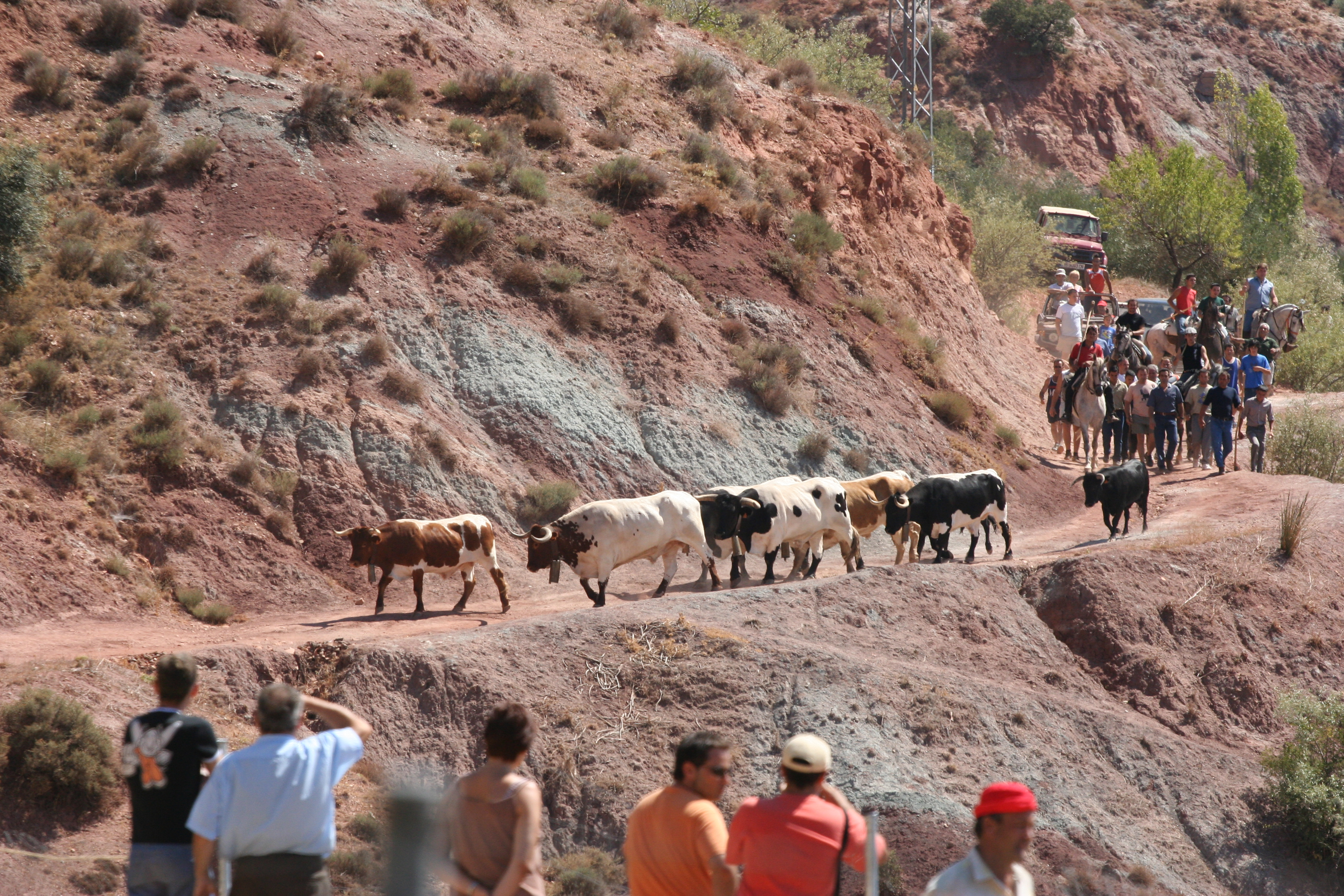
Traslado de reses antes del encierro

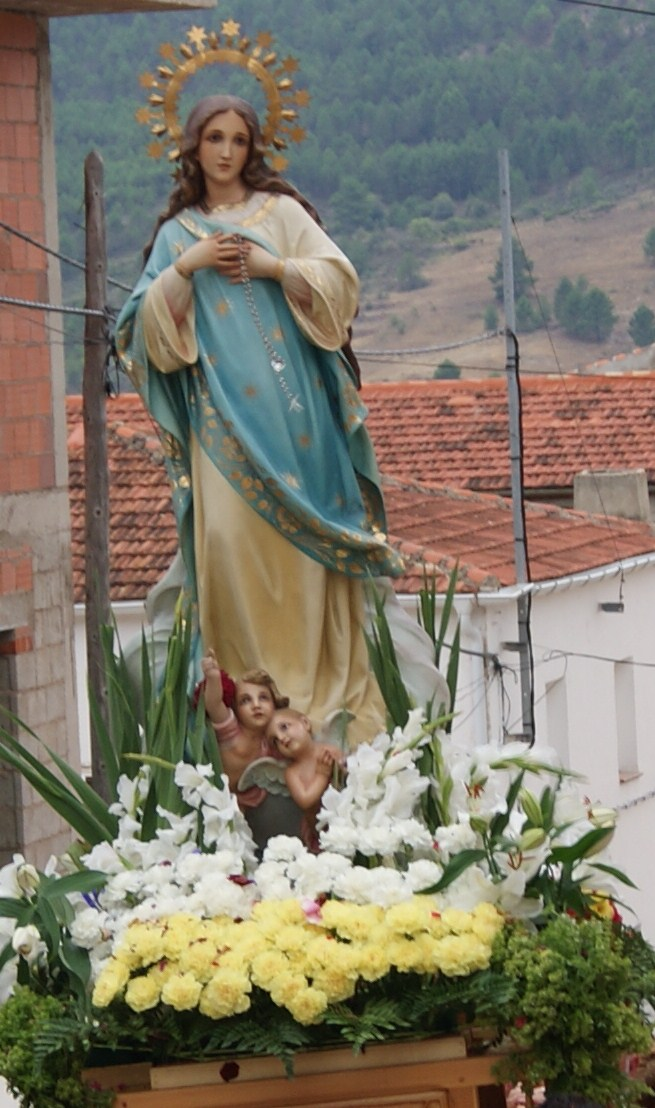
Imagen de la Inmaculada Concepción, patrona de la localidad

La Vegallera es una localidad muy anclada en sus tradiciones, que se distribuyen a lo largo de todo el año. Entre ellas destacan Los Mayos, y las fiestas patronales de agosto.

### Los mayos
Se trata de una antigua tradición, muy popular en la zona de La Mancha, aunque también en la sierra de Alcaraz, que tras varios años en desuso, se ha recuperado recientemente.
Durante la fiesta de los mayos, se engalanan las calles de la población, especialmente la plaza Mayor, y se baila y canta la popular jota de La Vegallera, entre otros actos, de los que destaca la carrera popular. 

### Fiestas patronales
No obstante, las fiestas de la localidad tienen lugar en agosto, con motivo de la celebración de la patrona de la localidad, la Inmaculada Concepción. Varios son los actos que se celebran durantes estos días (verbenas, juegos infantiles, chocolatada, atracciones,...) entre los que sobresalen los populares encierros de reses bravas por las calles de la población que atraen a muchos visitantes amantes del mundo del toro que se unen a los vecinos y familiares que regresan para disfrutar de estos días.
Las reses realizan un amplio recorrido para llegar al inicio del trazado del encierro, ya en las postrimerías de la localidad, y tras pasar por varias calles, acompañados por los corredores que protagonizan escenas de emoción y riesgo, y que terminan en la plaza mayor de La Vegallera en donde se encuentra la iglesia.
También hay que mencionar los actos que tienen lugar el día de la patrona. Tras la ofrenda floral a la Virgen, se celebra una misa en su honor y seguidamente tiene lugar la procesión con la imagen de la misma, que parte de la iglesia para recorrer las calles más importantes de la localidad que han sido decoradas con motivo de dicha festividad, destacando la belleza y singular pasión de los vecinos a la hora de adornar sus hogares. Una comida de convivencia pone punto final a las fiestas.

### La jota de La Vegallera
Si hay algo tradicional en la localidad aparte de sus fiestas es sin duda la «jota de La Vegallera», interpretada en las fechas señaladas, especialmente durante los mayos, y cuya letra muestra la alegría de sus gentes.

## Dichos de la localidad
- “Tú de la Cañá del Provencio, yo de La Vegallera, hoy tenemos que pasar la raya de la Carbonera”.

- “Purísima Concepción, qué lástima que te tengo, vives en La Vegallera, donde no tienen gobierno”.

- “A la entrada de Vegallera, lo primero que se ve, son las ventanas abiertas, y las camas sin hacer”.

- “Los chicos de Vegallera, todos gastan dos fajas, porque con una no pueden arrastrar las calabazas”.

- “Muchachos de los Catalmerejos y vecinos de Bogarra, ¿es que creíais que segar era tocar la guitarra?”.[21]